# 赫尔营军事基地
赫尔营军事基地（英語：Camp Hale）位于美国科罗拉多州鹰河河谷赤壁和莱德维尔之间，是1942年由美国陆军替第10山地師的前身建立的訓練基地。该基地以欧文·赫尔命名。

## 歷史
因该基地的地形与青藏高原相似，美国中央情报局特種作戰中心教官安东尼·博斯培尼曾於1957年到1965年间，在此秘密训练西藏游擊隊四水六岗並空投到西藏参战。